# Бутруэ, Жюль Александр Леже
Жюль Александр Леже Бутруэ (фр. Jules Alexandre Léger Boutrouë; 1760—1805) — французский военный деятель, полковник (1794 год), участник революционных и наполеоновских войн.

## Биография
Родился в семье торговца чулками Жозефа Бутруэ (фр. Joseph François Laurent Boutrouë) и его супруги Луизы Лижон (фр. Marie Louise Ligeon). Его старший брат Станислас (фр. Laurent Martial Stanislas Boutrouë; 1757—1816 года) был депутатом Конвента от монтаньяров. Полковник был женат на Катрине Бибьян (фр. Catherine Thérèse Bibiane), от которой имел сына Эмиля (фр. Émile Alexandre Emmanuel Boutrouë; 1795—).

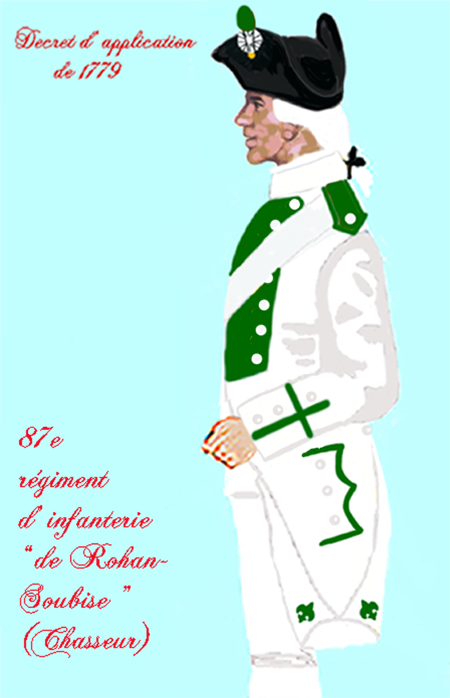
Униформа полка Рогана-Субиза

Жюль поступил на военную службу 12 февраля 1778 года солдатом в пехотный полк Рогана-Субиза и служил в роте Эглиз. 12 февраля 1780 года вышел в отставку и работал нотариусом. После революции 1789 года вступил в национальную гвардию Ле-Мана.
3 сентября 1791 года вернулся на военную службу и был избран капитаном 1-го батальона волонтёров Сарты. 12 января 1792 года отказался от звания и был зачислен в 33-й пехотный полк в звании младшего лейтенанта. 15 июня 1792 года Бутруэ стал лейтенантом. 17 августа 1792 года полковник 33-го Луи д’Одуар д’Эгревиль дезертировал. В 1793 году 33-й полк был включён в Рейнскую армию. Сражался при Висамбуре и Кайзерслаутерне, участвовал в осаде Ландау.
17 декабря 1793 года получил звание командира батальона и возглавил 1-й батальон волонтёров Мон-Террибля. 2 июня 1794 года этот батальон влился в состав 65-й полубригады, который был частью Мозельской армии. 10 июня Бутруэ получил звание полковника и стал командиром данной полубригады. Участвовал в сражении при Эдесхайме и в деблокаде Майнца.
20 февраля 1796 года 65-я полубригада влилась в состав 68-й полубригады, командиром которой 12 мая также был назначен Бутруэ. Участвовал в Рейнской кампании под началом генерала Моро. 15 июня ему было поручено захватить сильную позицию Реют, и он во главе своего 3-го батальона пересёк километровый лес, затопленный и изрезанный болотами, после чего, воодушевлённые его примером, солдаты ринулись против редута, несмотря на огонь противника, и заставили его отступить после кровопролитного и упорного боя. 13 сентября, окружённый многочисленным отрядом, вышедшим из Мангейма и Филипсбурга, он со своей полубригадой дважды штыком открыл проход, взял 200 пленных, спас свою артиллерию, свой обоз, но был ранен и попал в плен. 21 декабря был отпущен под честное слово и 30 апреля 1797 года обменян на австрийского полковника Маховаца. Служил в гарнизоне Ландау. Следующие несколько лет служил и сражался на Аппенинском полуострове. 15 августа 1799 года в битве при Нови Бутруэ вместе с генералом Колли-Риччи, в чью бригаду входила 68-я, находился в каре 1-го батальона своей полубригады и отвечал за поддержку отступления французов. Был окружён со всех сторон и отделён от остальной армии. Находясь в этом критическом положении, он в течение дня не переставал подавать пример самого бесстрашного мужества, а также самой героической самоотверженности. В ходе этого неравного боя Бутруэ и Колли-Риччи были ранены и попали в плен. «Я был прекрасным свидетелем мужества 67-й, 68-й и 14-й полубригад, — сказал Моро, рассказывая об этом деле; даже в поражении батальон 68-го покрыл себя славой». Уже 21 августа был отпущен под честное слово и переведён в Западную армию. Сражался против шуанов. С мая 1800 года служил в гарнизоне острова Ре.
24 сентября 1803 года 68-я полубригада была расформирована Первым консулом. Первые два батальона этой полубригады влились в состав 56-го полка линейной пехоты. 30 октября 1803 года Александр был назначен командиром этого полка. 56-й полк состоял из 4-х батальонов, дислоцированных в Бриансоне, Женеве и Лионе. 14 декабря 1803 года Бутруэ, сохранив командование 56-м полком, также возглавил 2-й гренадерский полк, состоявший из элитных батальонов 56-го и 58-го линейных полков. Данный гренадерский полк входил в состав сводной гренадерской дивизии генерала Жюно в Аррасе. 7 сентября 1804 года Бутруэ был отозван обратно в свой 56-й полк в Женеву, для его реорганизации. В январе 1805 года 56-й полк отправили в 27-й военный округ, где он расквартировался в Турине, Тортоне, Асти, Акви, Кастельново и Алессандрии. В феврале и марте 1805 года полковник Бутруэ был комендантом города Турин. 21 апреля 1805 года маршал Ланн организовал большой смотр французской армии у Маренго, в котором приняли участие Наполеон и маршалы Мюрат и Бессьер. Бутруэ пришлось провезти верхом восемнадцать часов. 15 мая 1805 года все четыре батальона полка начал собираться в Асти. В первых числах августа полковнику Бутруэ пришлось направить из Асти в Алессандрию два первых батальона. Также в это время у него возник серьёзный конфликт с генералом Шабо, командующим 27-м военным округом, который угрожал приехать в Асти и посадить Бутруэ под арест.
1 сентября 1805 года Бутруэ получил приказ собрать первые три батальона своего полка и отправиться в Брешию. Во исполнение этого приказа 56-й направился в Брешию, откуда был немедленно направлен в лагерь Монте-Кьяро, на реке Кьезе, где маршал Массена организовал Итальянскую армию. 56-й полк был включён вместе с 62-м полком линейной пехоты полковника Пети в бригаду генерала Брена, которая входила в состав 2-й пехотной дивизии генерала Вердье. Участвовал в переправе через Адидже 18 октября у Вероны. Особенно отличился 56-й полк в течение трёх кровавых дней с 29 по 31 октября в битве при Кальдьеро. 30 октября Бутруэ сменил смертельно раненого при атаке на канал Бендинара генерала Брена во главе бригады. На следующий день, возглавляя атаку на редут Кьявикко дель Кристо, в полковника попало пушечное ядро, оторвавшее ему правую ногу. Александр был перевезён в госпиталь в Вероне, где мужественно перенёс две ампутации. Полковник скончался 4 декабря от гангрены. Страдания его последних дней были смягчены присутствием жены, примчавшейся из Алессандрии с сыном. Он также получил многочисленные выражения привязанности от своих офицеров.
После смерти полковника, все его бумаги, собранные женой, были переданы Станисласу, который бережно их сохранил и соединил с письмами, которые он получил от брата Александра. Вся эта переписка была опубликована в 1891 году.

## Воинские звания
- Солдат (12 февраля 1778 года);
- Капитан (3 сентября 1791 года);
- Младший лейтенант (12 января 1792 года);
- Лейтенант (15 июня 1792 года);
- Командир батальона (17 декабря 1793 года);
- Полковник (10 июня 1794 года).

## Награды
Легионер ордена Почётного легиона (11 декабря 1803 года)
 Офицер ордена Почётного легиона (14 июня 1804 года)